# Fernando Amado
Fernando Amado (Montevideo, 11 de septiembre de 1982) es un politólogo, escritor, funcionario y político uruguayo.

## Biografía
Hijo Esther Fernández y del excomandante en jefe del Ejército Tte. Gral. Fernán Amado.
Estudió ciencias políticas en la Universidad de la República y egresó con el título de Licenciado.
De niño siguió de cerca las campañas Julio María Sanguinetti y Hugo Batalla, en las elecciones de 1994. Inició su militancia activa en 2001 agrupándose en torno al entonces diputado Washington Abdala, primero bajo el sublema "Emprendimiento Joven", y para las internas del Partido Colorado de junio de 2004 como "Alternativa Joven". 

## Ámbito político
El primer logro político fue la obtención de dos lugares de Convencional del Partido Colorado, siendo el otro puesto ocupado por Martín Bueno. El 3 de marzo de  2007 en una asamblea nacional que se hizo en Trinidad, fue de los miembro fundadores sector Vamos Uruguay liderado por Pedro Bordaberry. Además dentro del sector Vamos Uruguay, creó Vamos Montevideo donde trabajó activamente para las elecciones internas de 2009, obteniendo un segunda ubicación Montevideo. En las elecciones parlamentarias de octubre fue elegido diputado por Montevideo para el periodo desde 2010 al 2015 y desde 2015 al 2020.
Representante Nacional Electo por el Departamento de Montevideo. En el 2010 fue elegido como Secretario General del Comité Ejecutivo Departamental de Montevideo del Partido Colorado, máxima autoridad partidaria a nivel departamental. El 25 de noviembre de 2014 renunció el sector Vamos Uruguay a través de una carta, pero no el Partido Colorado.
En junio de 2016 anunció la creación de un nuevo sector, llamado Batllistas Orejanos. En septiembre de 2018, abandonó con este sector al Partido Colorado. Posteriormente Amado conformó el sector socialdemócrata UNIR.
Amado define su postura política como de centro-izquierda, socialdemócrata y batllista (del batllismo de José Batlle y Ordóñez).
A fines de 2018 se conformó La Alternativa, un espacio político integrado alrededor del Partido Independiente con la participación de Pablo Mieres, y con otras agrupaciones encabezadas por el exfrenteamplista Esteban Valenti y el excolorado José Pablo Franzini; Amado y su agrupación también se integran aquí. Pero en mayo de 2019, Amado le cerró la puerta a un pacto con Mieres, a quien criticó duramente con una carta abierta. Esta decisión surgió luego del anuncio del Partido Independiente de retirarse uniliteralmente de La Alternativa debido a una declaración pública de Selva Andreoli en la cual respondió que en el balotaje no votaría a una opción que no fuese el Frente Amplio. Desde entonces Amado lidera el sector independiente de centro-izquierda Unión de Izquierda Republicana (UNIR). El 30 de julio de 2019, Amado anuncia un pacto político electoral en el que UNIR apoya la candidatura de Daniel Martínez a la presidencia sin incorporarse como sector del Frente Amplio. No obstante, el Partido Independiente decide incorporarse a la Coalición Multicolor y apoyar al candidato nacionalista Luis Lacalle Pou de cara al balotaje. Más adelante, ante el eventual gobierno de Lacalle, Pablo Mieres es nombrado ministro de Trabajo y Seguridad Social.
Para las elecciones departamentales y municipales de 2020 en Montevideo, el sector de Amado decide apoyar al frenteamplista Álvaro Villar y milita activamente por él. La ganadora de los comicios resulta la también frenteamplista Carolina Cosse, que nombra a Amado como Director de Turismo de la Intendencia de Montevideo.
En el marco de las elecciones internas de 2024 definió apoyar la precandidatura de Yamandú Orsi. Amado fundamentó su apoyo en la defensa de las ideas batllistas, y en el viraje del Partido Colorado y su cercanía con el Partido Nacional. En las elecciones de octubre, resultó electo diputado con su agrupación UNIR (2025-2030), dentro del Frente Amplio.

## Vida privada
Contrajo matrimonio con Florencia Querol desde 2017 hasta 2021.

## Publicaciones
- 2007, Desconfianza infinita. Lacalle, Sanguinetti, Batlle y Vázquez y la elección de sus cúpulas militares. Editorial Fin de Siglo.
- 2008, En penumbras. La Masonería Uruguaya (1973-2008). Editorial Fin de Siglo.[22]
- 2009, El peso de la cruz. Opus Dei en Uruguay. Editorial Sudamericana.
- 2010, Óscar Magurno. El Padrino. Editorial Sudamericana.
- 2011, La masonería uruguaya. El fin de la discreción. Editorial Sudamericana.
- 2012, Mandato de sangre. El poder de los judíos en Uruguay. Editorial Sudamericana.[23]
- 2013, Bajo sospecha. Militares en el Uruguay democrático. Editorial Sudamericana.
- 2015, El club de los millones Ser rico en Uruguay. Editorial Sudamericana.[24]
- 2019, La máscara de la diversidad. De la clandestinidad a la sobreexposición. Editorial Sudamericana.[25]
- 2020, La masonería uruguaya. Por qué (casi) todas las puertas conducen a esta logia. Editorial Sudamericana.[26]

- 2023, Manini. Editorial Sudamericana.[27]